# Tauberbischofsheimer Altar

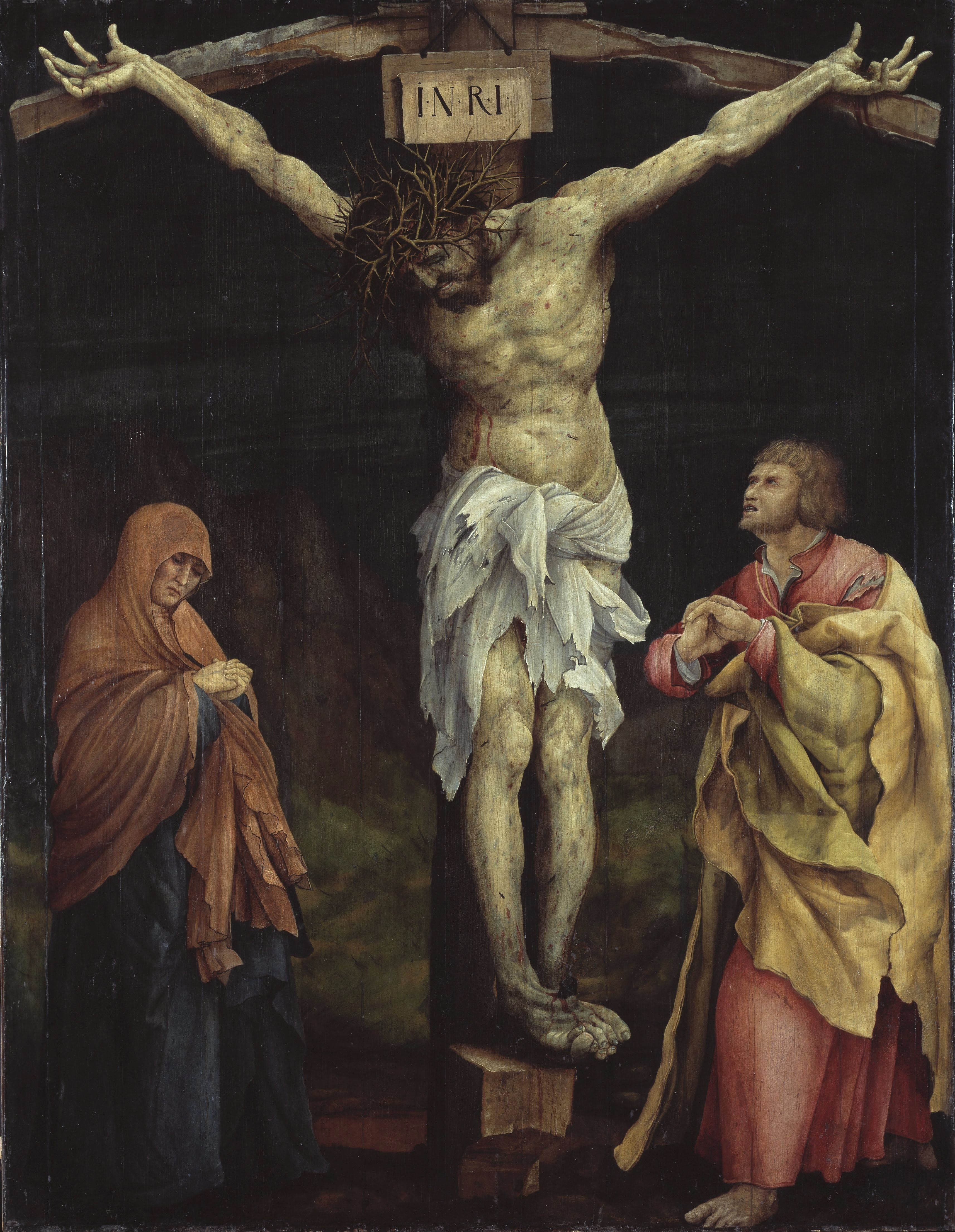
Tafel des Tauberbischofsheimer Altars: Kreuzigung

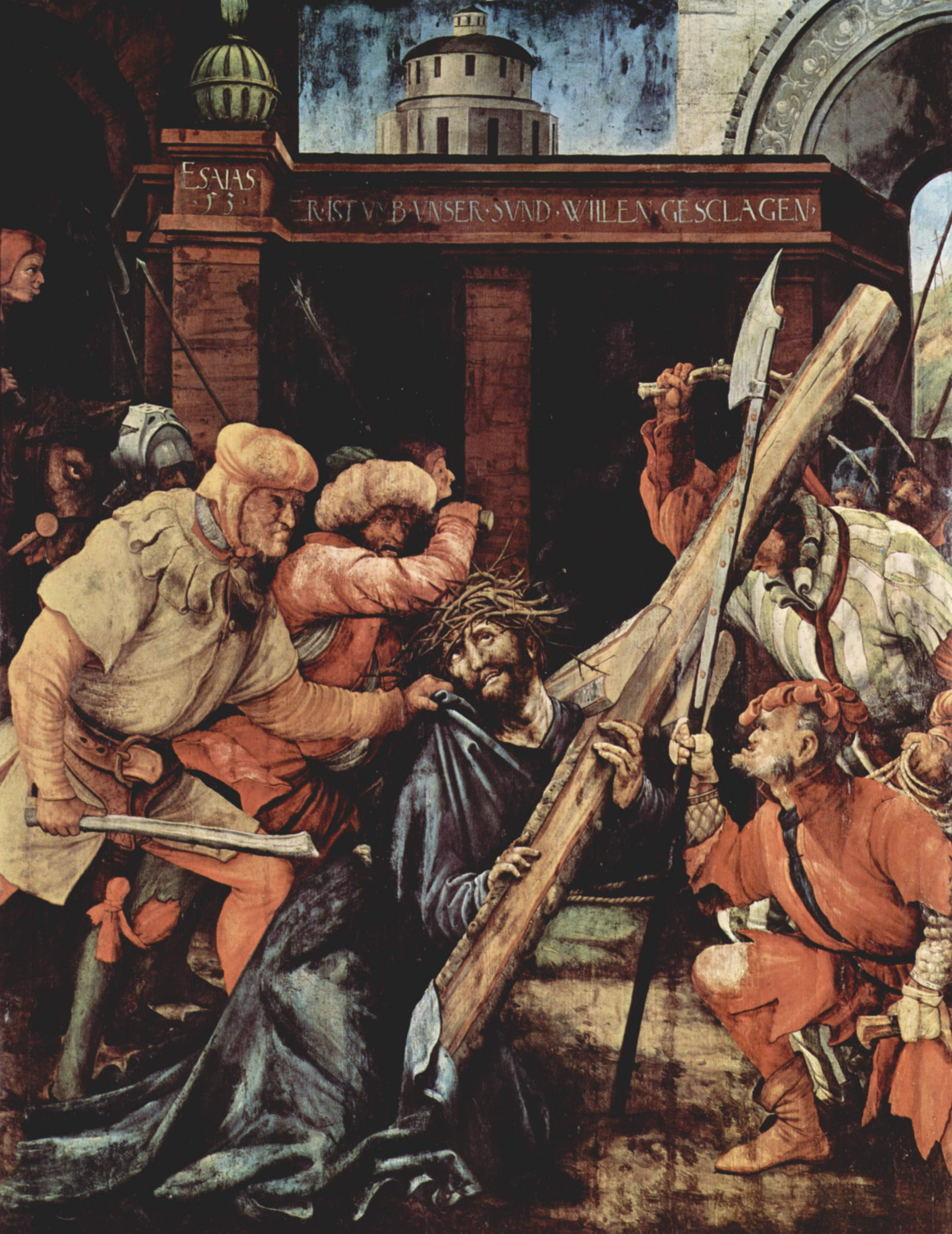
Tafel des Tauberbischofsheimer Altars: Kreuztragung Christi

Der sogenannte Tauberbischofsheimer Altar (früher auch als Karlsruher Altar oder Karlsruher Tafeln bezeichnet) ist ein wahrscheinlich zwischen 1523 und 1525 entstandenes Spätwerk des als Matthias Grünewald bekannten Malers Mathis Gothart Nithart. Die ersten schriftlichen Nachweise des Werkes stammen aus dem 18. Jahrhundert, als sich der Altar noch in der Stadtkirche St. Martin in Tauberbischofsheim befand. Sein ursprünglicher Aufstellungsort und sein Auftraggeber sind nicht sicher nachzuweisen, jedoch gilt eine originäre Entstehung für die Stadtkirche als möglich und der Auftraggeber wird im Umkreis des Mainzer Domkapitels und der mit ihm verbundenen Kleriker in Tauberbischofsheim vermutet. Die heute getrennt ausgestellten Tafeln des Altars – die Darstellung der Kreuzigung Christi und der Kreuztragung Christi – waren ursprünglich als umgehbares Altarretabel auf zwei Seiten einer 196 cm hohen und 152 cm breiten Holztafel gemalt. Ob das Werk als Mittelteil eines Flügelaltars konzipiert war, ist ungeklärt. Um die übliche Aufstellung in einer Gemäldegalerie zu ermöglichen, wurde die Tafel bei ersten Restaurierungsarbeiten 1883 gespalten.
Das Werk befindet sich seit 1900 im Besitz der Staatlichen Kunsthalle Karlsruhe.
Der Tauberbischofsheimer Altar gilt nicht nur in maltechnischer Hinsicht als herausragend im Werk Grünewalds. Auch die Klarheit des formalen Aufbaus und der Verzicht auf damals übliche ikonographische Symbole zugunsten einer expressiven, die individuellen Gebärden betonenden Darstellung, lässt diese Malerei weit aus der Tradition des Spätmittelalters hinausragen.

## Entstehung und Geschichte

### Datierung und Auftraggeber
In der Grünewald-Forschung wird das Werk auf der Grundlage von stilistischen Untersuchungen übereinstimmend auf die Jahre nach 1520 datiert. Im Zusammenhang mit den wenigen biographischen Informationen gilt eine Entstehungszeit um 1523/24 als wahrscheinlich. Damit gilt der Altar – bei aller Unsicherheit in der Datierung der sogenannten Aschaffenburger Beweinung – als das letzte erhaltene Werk Grünewalds, der 1528 in Halle/Saale verstarb. Es entstand also in jener Zeit, in der Grünewald von 1515 bis 1526 als kurmainzischer Hofmaler im Dienst des Mainzer Erzbischofs Albrecht von Brandenburg stand und 1520 die verschollenen drei Altäre für den Mainzer Dom schuf. Der gleichen Schaffensperiode werden auch die Erasmus- und Mauritius-Tafel (heute in der Alten Pinakothek in München) für die Stiftskirche in Halle/S. und die erwähnte Beweinung Christi in der Aschaffenburger Stiftskirche zugeordnet.
Das Werk wird erstmals in einem Inventarverzeichnis der Diözese Mainz um 1768 beschrieben, das auch alle um 1761 im barocken Stil umgestalteten Altäre der Tauberbischofsheimer Martinskirche beschreibt. Im zweiten Band dieser Dioecesis Moguntia schrieb Johann Sebastian Severus (1716–1779) über einen Kreuzaltar (ein Altar zur speziellen Verehrung des Kreuzes) in Tauberbischofsheim:

“S. Crucis pariter noviter vestitum, in quo elegans pictura artificiis Alberti Dürer manu facta, Christu(m) es(t) una parte Bajulum, et in altera parte pendulum crucis repraesentans.”

„Heilig Kreuz, in gleicher Art neu hergerichtet, darin ein geschmackvolles Bild von Albrecht Dürers Hand mit Kunstfertigkeit gemalt, Christus auf der einen Seite als Lastträger, auf der anderen Seite am Kreuz hängend darstellend.“

Dass das Altarbild hier Albrecht Dürer zugeschrieben wird, dem beispielhaften Vertreter der deutschen Renaissance-Malerei, ist ein Beleg dafür, wie schnell Grünewalds Werk und Person in Vergessenheit gerieten und welch hohe Qualität man dem Altarbild zugestand. Den hier als S. Crucis beschriebenen Kreuzaltar listete bereits der Franziskaner Johannes Stravius in einem Brief über die neun Altäre der Kirche 1664 an den Historiker Johannes Gamans auf. Unklar ist, ob dieser Kreuzaltar schon mit dem Werk Grünewalds zu identifizieren ist. Ein Kreuzaltar wurde bereits früher erwähnt, da der Pfarrer Friedrich Virenkorn 1505 eine Stiftung (Benefizium) für einen neuen Kreuzaltar der Martinskirche finanzierte und diese 1515 erweiterte. Virenkorn wurde daher oft als Stifter des Bildes vermutet. Auch gewährte der Mainzer Erzbischof Albrecht von Brandenburg – einer der wichtigsten Auftraggeber Grünewalds – diesem Kreuzaltar 1517 eine besondere kirchenrechtliche Stellung. Eine Überbringung des Werkes aus einer anderen Kirche – etwa dem Mainzer Dom selbst, in dem Grünewald um 1520 Altarfresken anfertigte – wäre sicher in den Verwaltungsakten der Diözese vermerkt worden. Es erscheint ungewöhnlich, den Auftraggeber für ein derartig hochrangiges Werk des damals im Dienste des Mainzer Domkapitels und des Erzbischofs Albrecht von Brandenburg stehenden Grünewald in Tauberbischofsheim zu vermuten. Doch Tauberbischofsheim war eng an das Mainzer Domkapitel angebunden. Es beherbergte das Sendgericht für alle Pfarreien des Taubergaus, die unter dem Patronatsrecht einzelner Mainzer Domherren und Dompröpste standen. So kann der Auftraggeber für Tauberbischofsheim ebenfalls in Mainz vermutet werden. Auch wenn keine klaren Urkunden hierüber vorliegen, wird in der gegenwärtigen Forschung Tauberbischofsheim als ursprünglicher Aufstellungsort angenommen. Die Auftraggeberschaft jedoch bleibt unklar.

### Aufstellungsort in der Stadtkirche Tauberbischofsheim

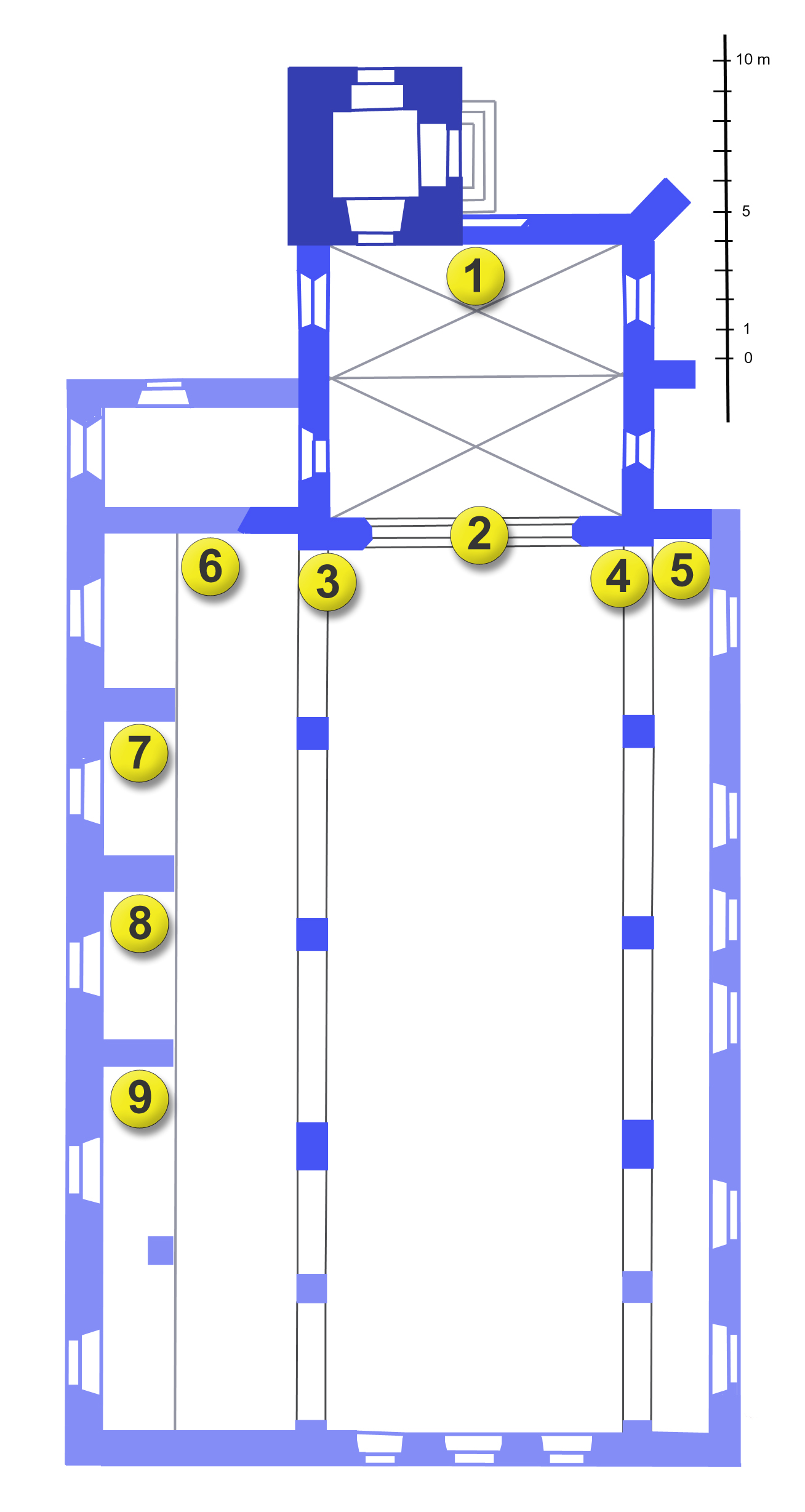
Grundriss der 1910 abgerissenen Alten Stadtkirche in Tauberbischofsheim und Aufstellung der 1664 erwähnten Altäre: (1) Hochaltar Hl. Martin, (2) Schleieraltar Hl. Stephan, (3) Hl. Katharina, (4) Hl. Maria, (5) Hll. Andreas und Nikolaus, (6) Hll. Petrus und Paulus, (7) Hl. Anna, (8) Kreuzaltar, (9) Hl. Margaretha

Die gotische Stadtkirche, deren dreischiffige Grundgestalt vor 1448 abgeschlossen war, wurde zwischen 1493 und 1504 durch den Anbau von drei Seitenkapellen an das nördliche Seitenschiff erweitert (Nummer 6, 7 und 8 in der Abbildung). Bis 1510 waren auch eine Verlängerung des Langhauses und die Errichtung einer Doppelkapelle (9) abgeschlossen. Durch die Schaffung der Seitenkapellen wurde die künstlerische Gestaltung und Ausschmückung von mindestens vier weiteren Altären notwendig; in diesem Zeitraum der Umgestaltung ist eine mögliche ursprüngliche Aufstellung des Grünewald-Altares zu sehen.
In der Beschreibung von 1768 – kurz nach der barocken Umgestaltung der Kirche – ist sehr wahrscheinlich nicht mehr das Arrangement um 1530 zu erkennen. Dieser Bericht belegt den Kreuzaltar in einer der Seitenkapellen (8) und bezieht auch die zur Wand gerichtete Rückseite des Werkes mit ein. Damit war diese trotz der räumlichen Enge noch sichtbar, eine solche Aufstellung war jedoch nicht üblich für ein zweiseitiges Altarretabel, dessen Rückseite ebenfalls gut sichtbar sein musste. Noch vor dem Anbau der Seitenkapellen wird 1494 ein Altar des Heiligen Kreuzes erwähnt, der sich damit nicht in den Seitenkapellen befunden haben kann. Es gilt als wahrscheinlich, dass Grünewalds Tafel auf dem Altar am Eingang zum Chorraum (2) aufgestellt war. Dieser Altar scheint bereits vor 1664 zu einem St.-Stephans-Altar umgewidmet worden zu sein und barg später schließlich auch eine Schleierreliquie Mariens (Schleieraltar). Der Stephans-Altar wurde während der Barockisierung spätestens 1760 abgetragen.
Die Aufstellung an der Chorschranke wirft die Frage nach der möglichen Konzeption als typischem Flügelaltar auf, bei dem das Werk folglich nur der erhaltene Mittelteil eines Triptychons darstelle. Die Gestaltung als Einzelbild, das in einem Ädikularrahmen gefasst wurde, ist für das frühe 16. Jahrhundert nicht untypisch und auch am Übergang von Langhaus zu Chorraum nachzuweisen. Bei Grünewalds sogenannter Stuppacher Madonna ist dieser Rahmen erhalten geblieben und diente als Vorbild für eine mögliche Rekonstruktion der Tafelaufstellung in Tauberbischofsheim. Die Holztafeln für solche Einzelbilder wurden meist erst nach der Einfassung mit einem Kreidegrund und einer Leinölfirnis gemeinsam mit dem Rahmen grundiert. Reste von Grundiergraten finden sich am Tauberbischofsheimer Altar und lassen zumindest auf eine Fassung in einem Nutleistenrahmen schließen.

### Von Tauberbischofsheim nach Karlsruhe

Blick auf das Seitenschiff und den Hochaltar der alten Stadtkirche in Tauberbischofsheim (Foto um 1900)

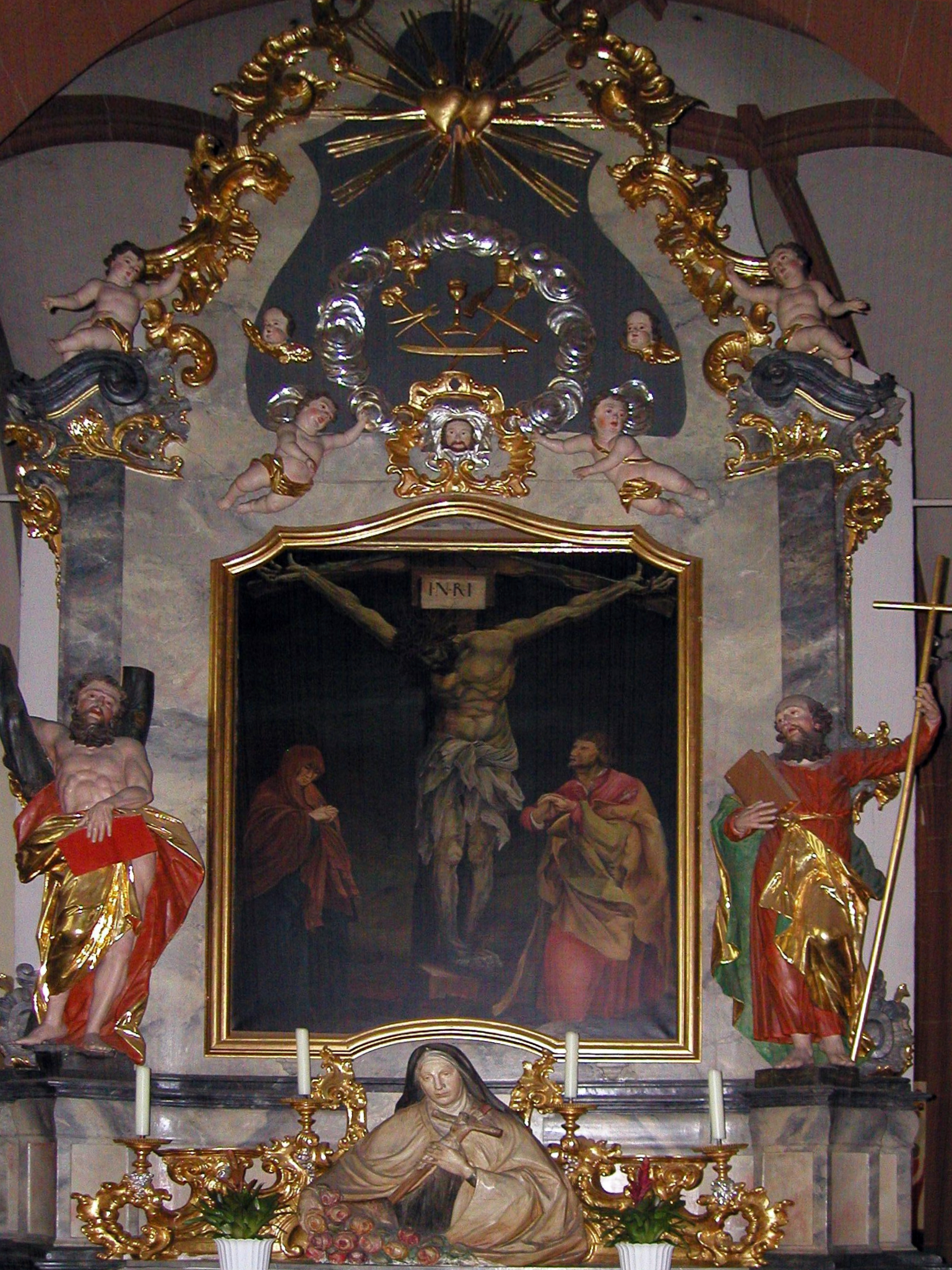
Heiligkreuzaltar in der Seitenkapelle der neuen Stadtkirche St. Martin: Kopie der Kreuzigung von 1926 im Altaraufsatz von Johann Michael Huttmann (1761)

Im Jahre 1873 wurde die Kreuzigung, die sich noch in einem barocken Altaraufsatz von 1761 befand, von dem ortsansässigen Fotografen Joseph Heer und dem Vergolder Franz Stark fotografiert und weitere Recherchen zu Herkunft und Urheber angestrengt. Nach Vorlage der Aufnahmen durch Hans Thoma schrieb der Kunsthistoriker Oskar Eisenmann das Werk noch im selben Jahr Grünewald zu. Aufgrund des sehr schlechten Erhaltungszustandes entfernte der Stadtpfarrer die Tafel 1875 aus der Kirche und überließ sie Franz Stark als Ausgleich für geleistete Vergoldungsarbeiten.
Eisenmann, der 1877 die Tafel in Tauberbischofsheim begutachtet hatte und eine Stelle als erster Direktor der neuerbauten Bildergalerie in Kassel antrat, wies den deutsch-amerikanischen Kunstsammler Edward Habich auf die Tafel hin. Dieser erwarb die Tafel 1883 von Stark und übergab sie dem Münchner Restaurator Alois Hauser jun., der die Spaltung und erste Sicherungsarbeiten durchführte. Habich überließ das nun aus zwei Tafeln bestehende Werk der Kasseler Galerie als Dauerleihgabe. Hier erregten sie ein außerordentliches öffentliches Interesse als „Hauptzierde der Altdeutschen der Habich-Sammlung“, war doch die Wiederentdeckung der „Altdeutschen Meister“ und Grünewalds im Besonderen eine in der Kunstrezeption wichtige Strömung nach Gründung des Deutschen Kaiserreiches.
Doch die Eigentumsverhältnisse waren ungeklärt, weil die Tafel unrechtmäßig in Starks Besitz gelangt war: Der Stadtpfarrer war nicht berechtigt, die Tafel als Lohn zu übereignen, weil sie im Kirchenbesitz des Erzbistums Freiburg war. Demzufolge hatte Habich die Eigentümerschaft nicht legal erworben. Nach Intervention des katholischen Stiftungsrates in Tauberbischofsheim wurden die Tafeln 1889 wieder nach Tauberbischofsheim verbracht, um dort erneut in der Kirche aufgestellt zu werden. Hier litten sie erheblich unter den schlechten klimatischen Verhältnissen, so dass man sie schließlich im Pfarrhaus aufbewahrte, wo sie jedoch weiterhin verfielen. Nach langen Verhandlungen und den Bemühungen des Karlsruher Kunsthistorikers Adolf von Oechelhäuser zur Rettung der Tafeln gelangten sie 1899 in die Großherzogliche Kunsthalle in Karlsruhe. Ihr Direktor Hans Thoma erwarb am 6. Juni 1900 mit Zustimmung des Erzbischofs von Freiburg, Thomas Nörber, das Werk für das Großherzogtum Baden. Die Kaufsumme von 40.000 Mark wurde 1910 zum Abriss und Neubau der Tauberbischofsheimer Stadtkirche verwendet. In der neuen Stadtkirche St. Martin befindet sich seit 1926 eine von Josef Ziegler angefertigte Kopie der „Kreuzigung“ im barocken Altaraufsatz von 1761. Eine Kopie der „Kreuztragung“ wurde 1985 von Matthias Hickel vollendet und ist im „Tauberfränkischen Landschaftsmuseum“ im Kurmainzischen Schloss Tauberbischofsheim ausgestellt.

## Die Kreuztragung

### Beschreibung und Bildkomposition

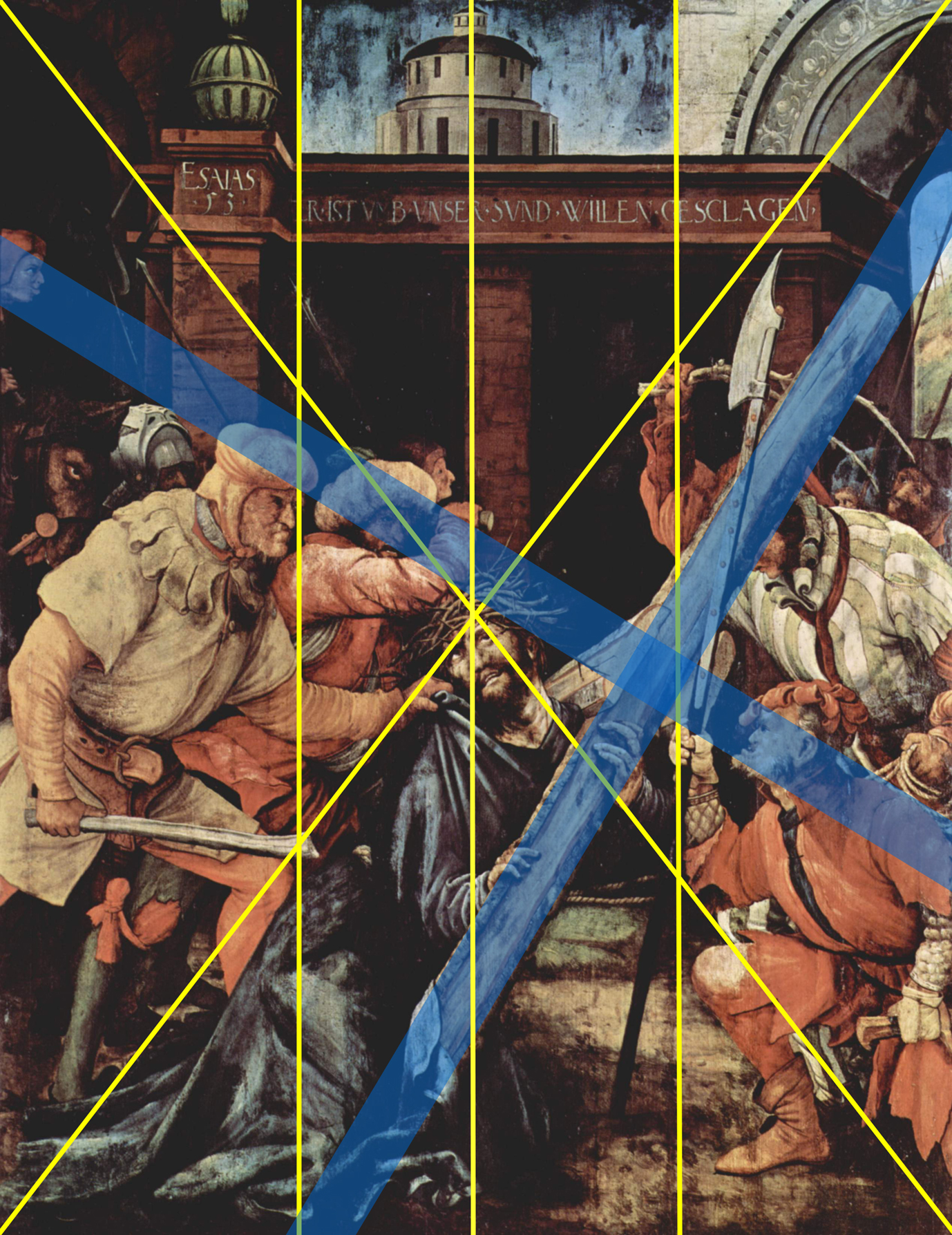
Bildaufbau der Kreuztragung

Grünewald hat als Szene der Kreuztragung einen Moment gewählt, als Jesus gemäß der außerbiblischen Tradition unter der Last des Kreuzes fällt und von den Kriegsknechten vorangetrieben wird. Ein dreigliedriger architektonischer Renaissance-Aufbau bildet den in sehr dunklen Brauntönen gehaltenen Hintergrund, in dessen Mitte eine Säulenhalle in Form einer Loggia oder Torhalle angedeutet ist. An diese schließen jeweils rechts und links große Torbögen an. Nur der hellere, mit antikisierendem Rankenwerk verzierte Torbogen auf der rechten Seite gibt einen angedeuteten Blick zur Kreuzigungsstätte auf einem Hügel frei. Über der Säulenhalle ragt gegen den blauen Himmel ein fernes Kuppelgebäude hervor, das sich über einem wahrscheinlich achteckigen Zentralbau erhebt. Auf dem Fries der Säulenhalle erscheint – die Szene kommentierend und deutend – ein Hinweis auf das 53. Kapitel aus dem Buch des Propheten Jesaja, das sogenannte „4. Gottesknechtslied“ in einer frühen deutschen Textfassung: „ESAIAS·53·ER·IST·UMB·UNSER·SUND·WILLEN·GESCLAGEN“ (Jes 53 )

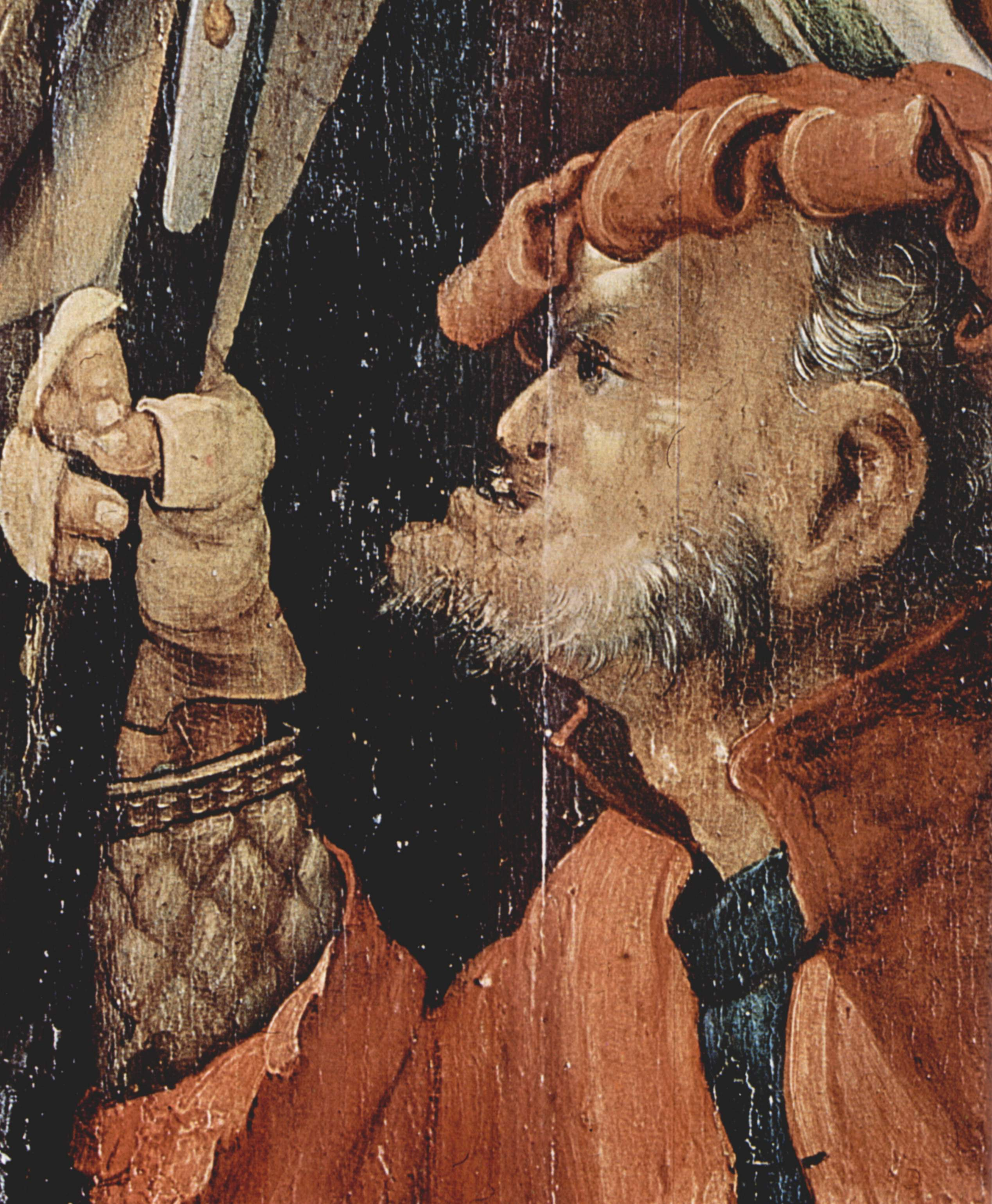
Ausschnitt des knienden Kriegsknechtes der Kreuztragung

Das Geschehen ist im Vordergrund auf Christus und die vier ihn umgebenden Kriegsknechte konzentriert, die wie in einem nach vorne, den Betrachter einschließenden, geöffneten Kreis den Gestürzten eng umgeben. Ihre Kleidung im Stil von Landsknechten des 15. Jahrhunderts ist in wechselnden Rot- und Gelbtönen gehalten, während Christus von einem großen, blauen Umhang umgeben ist. Von links drängt ein weiterer Zug von Soldaten heran, einer davon zu Pferde, drei weitere fast vollständig verdeckt und nur durch die hochragenden, langen Lanzen zu erahnen. Am rechten Bildrand wenden sich zwei ebenfalls bis auf Teile des Gesichtes verdeckte Lanzenträger dem Geschehen zu. Von den vier Kriegsknechten der zentralen Gruppe holen die zwei hinteren zum Schlag aus, einer trägt einen Turban, das Gesicht des anderen wird vom Kreuz verdeckt und seine ausholende Hand ragt betont hervor. Die dominierende Gestalt an der linken Seite packt Christus am Gewand und hält mit drohender Gebärde einen Schlagstock fest umgriffen. Rechts kniet – in verhöhnender Weise auf dem linken Bein – ein Soldat mit Hellebarde in der rechten und Stock in der linken Faust. Seine Brutalität wird durch die Abbildung im Profil noch unterstrichen; die Hässlichkeit des Gesichtes zitiert das Motiv des Dämonischen in der mittelalterlichen Tradition.
Der Darstellung dieser unruhig und gehetzt wirkenden Szene liegt eine große Diagonalkomposition zugrunde. Eine Diagonale folgt dem von links nach rechts aufsteigenden Querbalken des Kreuzes und wird von Jesu Körperhaltung, der Hellebarde und den Lanzen im rechten Bildhintergrund unterstrichen. Eine zweite, die erste im goldenen Schnitt kreuzende große Diagonale, bilden Kopf und Körperhaltung von drei vorderen Soldaten, das nach oben gerichtete Gesicht Christi, die Lanzen im linken Hintergrund und das Profil des Reiters am Bildrand. Diese zwei Diagonalen (in der Abbildung blau dargestellt) bilden zusammen ein nach rechts fallendes Kreuz. Die geometrische Mitte des Bildes ist das Haupt Christi, das sich nach oben, dem Tempelgebäude des Hintergrundes, zuwendet, das ebenfalls an der Mittellinie ausgerichtet ist. Dieser Bezug zum Tempel Salomos – durch die Wiederholung des blauen Himmels im blauen Gewand Christi noch unterstrichen – identifiziert Christus als „Neuen Tempel“ (Mk 14,58 ). Der Hintergrund unterlegt diese bewegten Diagonalen mit einer ruhigen Dreiteilung sowohl in der Unterteilung zwischen Torbögen und Torhalle, den drei Säulen der Torhalle selbst und der Dreistufung des Tempels. Diese Dreiteilung verweist auf die Darstellung der Kreuzigung auf der Vorderseite des Altarbildes.

### Gebärdensprache und Bildtradition

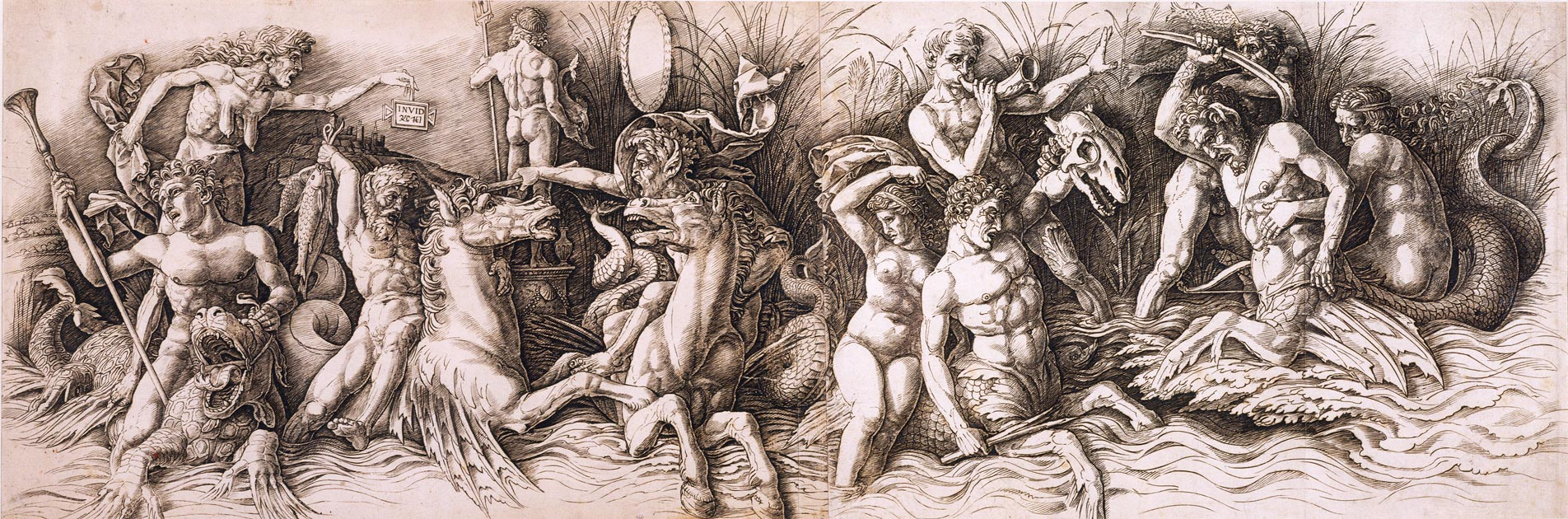
Tritonenkampf von Andrea Mantegna (vor 1494)

Es wurde darauf hingewiesen, dass die Gebärdensprache Grünewalds in der Kreuztragung von einem Kupferstich Andrea Mantegnas angeregt worden sein könnte. Albrecht Dürer hatte diese Abbildung des Tritonenkampfes 1494 nachgezeichnet, damit war sie in Deutschland zugänglich. Ein Eintrag in Dürers Tagebuch von 1520 könnte diese These stützen. Demzufolge hätte Dürer „in Aachen ‚dem Mathes‘ für 2 Gulden Kunst geschenkt“, als dieser möglicherweise im Gefolge Albrecht von Brandenburgs zur Kaiserkrönung in Aachen weilte. Demnach entsprächen drei Tritonen in Mantegnas Kupferstich den vorderen Soldaten der Kreuztragung, und zwar der Triton auf der rechten Seite mit dem erhobenen Arm dem geißelnden Soldaten mit dem verdeckten Gesicht, der hinten stehende und einen Fisch als Schlagwaffe benutzende Triton dem Soldaten mit dem Turban und schließlich entspräche die Gebärde des Tritons, der einen Schädel emporhebt, dem dominierenden Soldaten auf der linken Bildseite der Kreuztragung. Der plausible Nachweis dieser Anregung Grünewalds durch Vorbilder der italienischen Renaissance wäre einzigartig in seinem Gesamtwerk, gilt er doch in der Kunstgeschichte diesen Einflüssen als verschlossen und der gotischen Tradition verhaftet.

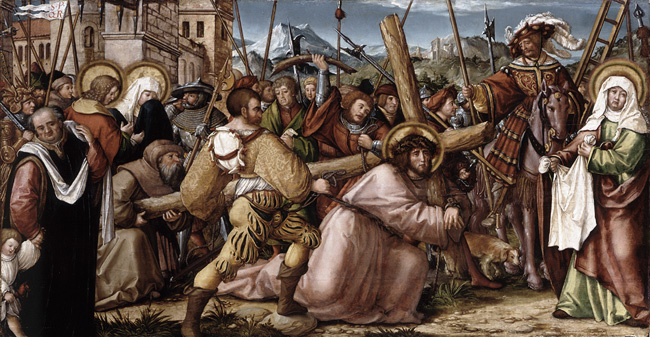
Hans Herbst: Kreuztragung Christi (um 1515), Beispiel der um 1500 üblichen Bildsprache der Kreuztragung mit der Betonung des Kreuzes und begleitender Heiliger

Aber auch weitere Elemente der Kreuztragung sind in Grünewalds Werk oder der Bildtradition ungewöhnlich. Im Gegensatz zu dieser ist beispielsweise der senkrechte Balken des getragenen Kreuzes fast vollständig verdeckt und aus der Diagonalkomposition herausgenommen. Auch ist die Auswahl der Akteure ungewöhnlich, viele der in der Tradition der Kreuztragung dargestellten Personen wie Simon von Cyrene oder die Heilige Veronika wurden weggelassen, Christus ist allein den Kriegsknechten ausgeliefert. Auch die deutsche Inschrift auf der Säulenhalle im Hintergrund ist für die Zeit ungewöhnlich und gab vielfach Anlass zu Spekulationen. Andere Inschriften in Grünewalds Werken (beispielsweise in der Kreuzigung des Isenheimer Altares) sind lateinisch und in der gotischen Tradition prangen deutsche Inschriften meist nur als Spruchbänder und sind erläuternd Personen zugeordnet. Eine vergleichbare Inschrift auf großformatigen Werken der Zeit ist nicht überliefert, sie wird erst im Zuge der Reformation in die Bildsprache aufgenommen. Als Beschreibung und Deutung des gesamten Bildes will der Text für jeden lesbar auf eine Heilshoffnung einerseits und eine Selbsterkenntnis andererseits hinweisen. Die genaue Formulierung „er ist umb unser Sund willen gesclagen“ findet keine wörtliche Entsprechung in Bibeltexten der Zeit und ist als ein resümierender Exzerpt aus Jesaja, Kapitel 53 anzusehen. In diesem Sinne des Kommentars konzentriert Grünewald die Kreuztragung auf das Schlagen, wie es sonst nur bei Darstellungen der Geißelung üblich ist.

## Die Kreuzigung

### Beschreibung und Bildkomposition

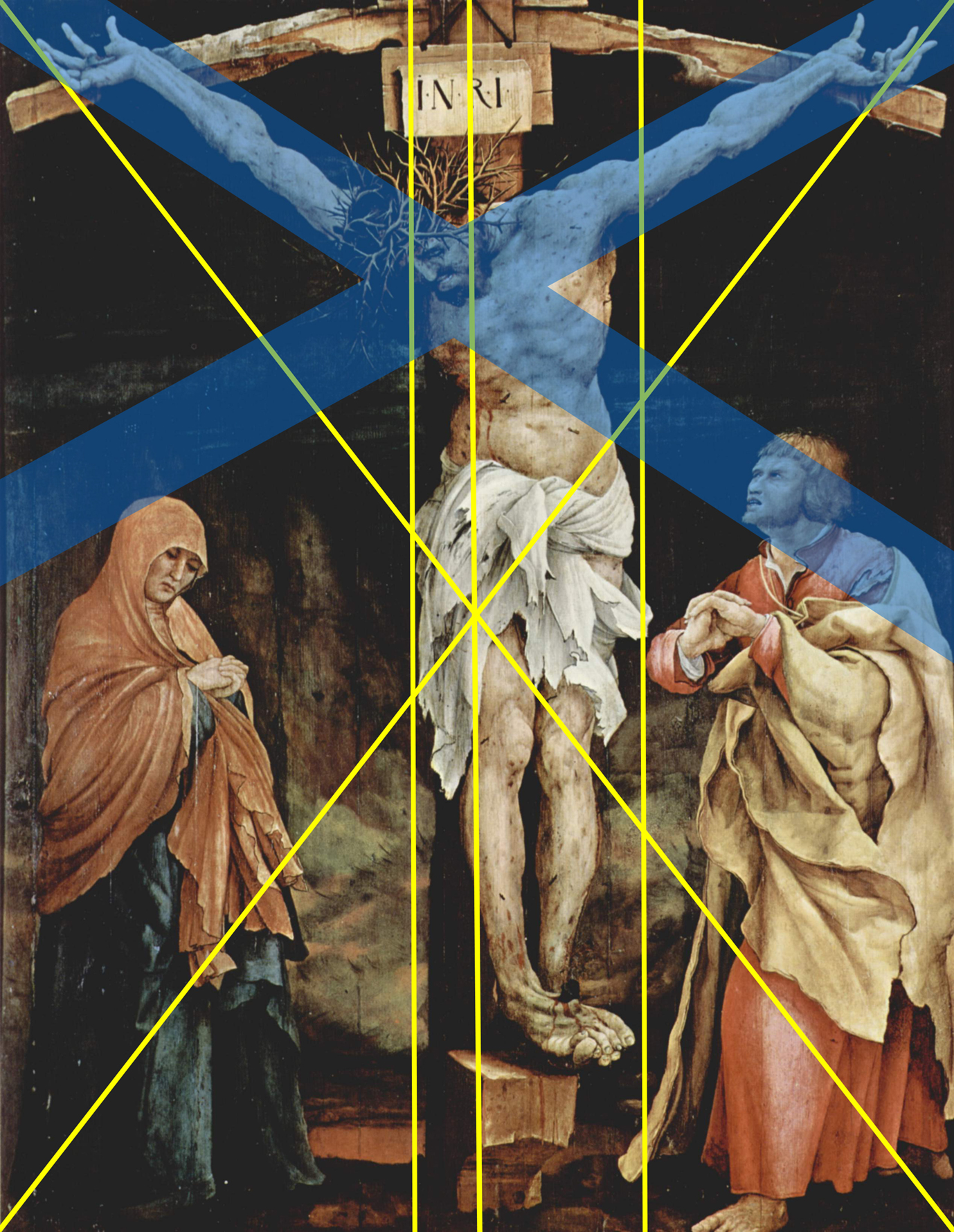
Bildaufbau der Kreuzigung

Die Kreuzigungsdarstellung des Altares steht mit einer betont ruhigen Komposition im Kontrast zur Kreuztragung. Die Mittelachse bildet der senkrechte Kreuzstamm, der Körper ist von diesem etwas nach rechts verschoben und verdreht. Christus erscheint mit den Händen weit in die äußersten Ecken des Himmels ausgreifend; der Holzpflock, an dem die verkrampften Füße angenagelt sind, bildet zugleich das unterste und am weitesten nach vorne ragende Bildelement. Der helle Körper ist fahl, übersät mit den Spuren der Geißelung. Aus der Seite tritt nach dem erfolgten Stich mit der Lanze Blut, der dornengekrönte Kopf mit leicht geöffnetem Mund ist gesenkt. Der abgedunkelte, nur schemenhaft Felsen andeutende Hintergrund zeigt die Todesstunde an (Mt 27,45 ).
Unter dem Kreuz stehen nur links Maria und rechts der Jünger Johannes. Beide sind in der Farbgebung der Gewänder und den Gesten sehr kontrastierend; Grünewald nutzt gekonnt die Gestaltung der Gewänder zur psychologischen Charakterisierung der Personen. Maria ist mit einem erdfarbenen Schleier bedeckt, das herausragende blaue Untergewand zitiert das Gewand Christi in der Kreuztragung, ihre Umrisslinie ist schlicht und nimmt die Felsdarstellung im Hintergrund auf. Ihr Kopf ist gesenkt, Schleier und Hände strahlen einen in sich gekehrten, duldenden Schmerz aus.

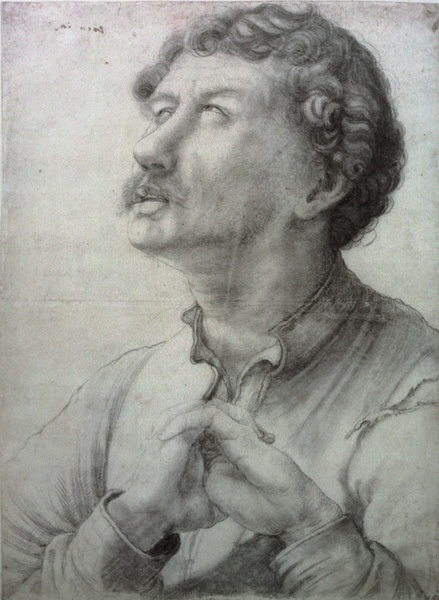
Grünewald: Studie zum Jünger Johannes (Kupferstichkabinett Staatliche Museen Berlin)

Johannes hingegen wirkt bewegter und aufgewühlt. Sein linker Fuß schreitet nach vorne, das fahle Gesicht mit rot tingierten, kneifenden Augen ist dem Gekreuzigten zugewandt. Die gefalteten Hände ragen fordernd nach oben und ergänzen die Bewegtheit des roten und gelben Gewands. Ein Riss im roten Untergewand an der linken Schulter weist gemäß der traditionellen Ikonografie auf einen Menschen in einer extremen Lebenssituation hin. Diese Abweichung von der Normalität wird auch noch dadurch unterstrichen, dass Johannes im Gegensatz zur üblichen bartlosen Darstellungsweise mit dem Ansatz eines Bartes gezeigt wird. Diese Merkmale werden schon seit längerem als Hinweis gedeutet, dass eine erhaltene Kreidezeichnung Grünewalds sehr wahrscheinlich eine Vorstudie zum Johannes der Tauberbischofsheimer Kreuzigung ist.
Bemerkenswert an dieser Darstellung ist die Lichtführung bei Betrachtung der einzelnen Personen. Während die Darstellung Mariens einen Lichteinfall von rechts nahelegt, ist bei Johannes eine Lichtquelle auf der linken Seite anzunehmen. Tatsächlich lässt Grünewald das Licht aus der Mitte des Bildes entspringen und nimmt damit symbolisch die Auferstehung vorweg. Diese Wirkung wird durch die helle und übergroße Darstellung des Gekreuzigten und die strahlengleiche Anordnung des Körpers und der Arme (die nun ruhig sich kreuzende Diagonalen bilden) noch verstärkt.

### Stellung in den Kreuzigungsdarstellungen Grünewalds
Der Tauberbischofsheimer Kreuzigung gehen vier erhalten gebliebene Kreuzigungsbilder Grünewalds voraus, die eine besondere Konzeption dieser letzten Darstellung nahelegen. Auf den ersten Blick sehr ähnlich zeigen sich die sogenannte „Kleine Kreuzigung“ (um 1502) und die „Basler Kreuzigung“ (um 1500–1508): Die Haltung von Maria und Johannes sind bei diesen sehr ähnlich angelegt, wenn auch weniger ausgearbeitet. Jedoch sind der Szene – wie ganz besonders in der Kreuzigung des Isenheimer Altares (1512–1516) – stets weitere Personen (Maria Magdalena, Longinus oder Johannes der Täufer) und teilweise allegorische Bildelemente (Lamm Gottes) zugefügt. Die reduzierte Konzeption in Tauberbischofsheim auf zwei Personen unter dem Kreuz greift entgegen den vorangegangenen Bildern Grünewalds und der allgemeinen kunsthistorischen Entwicklung um 1500 eine mittelalterliche Gestaltung wieder auf. Gleichzeitig verbindet Grünewald diese Reduzierung mit einer ausgefeilten Bildsprache, ausbalancierten Komposition und einer reifen malerischen Qualität, die sich an die expressive Ausstrahlung der Isenheimer Kreuzigung anlehnt.

Die Entwicklung der Kreuzigungsdarstellungen Grünewalds
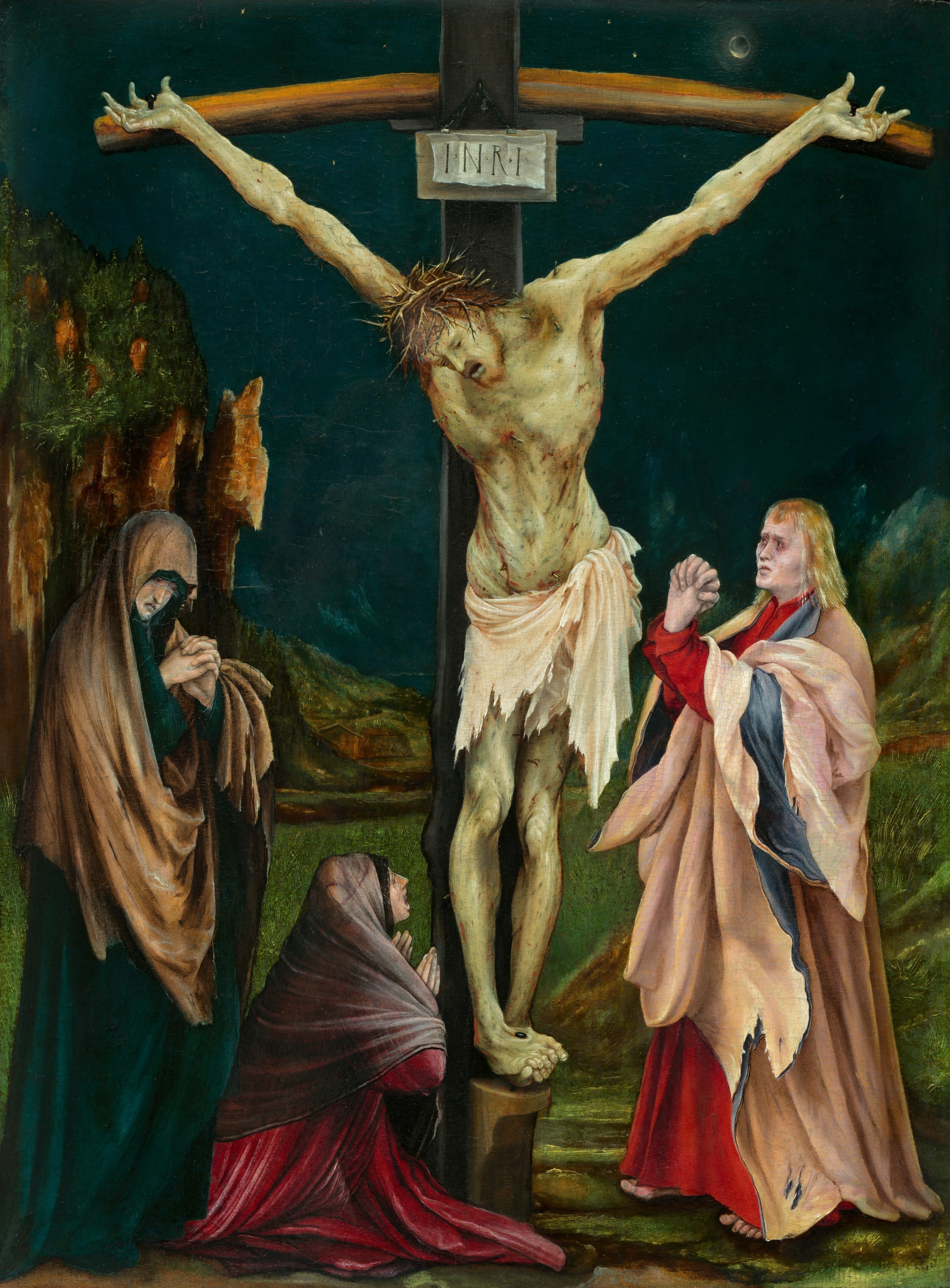
Die sogenannte „Kleine Kreuzigung“ (um 1502)
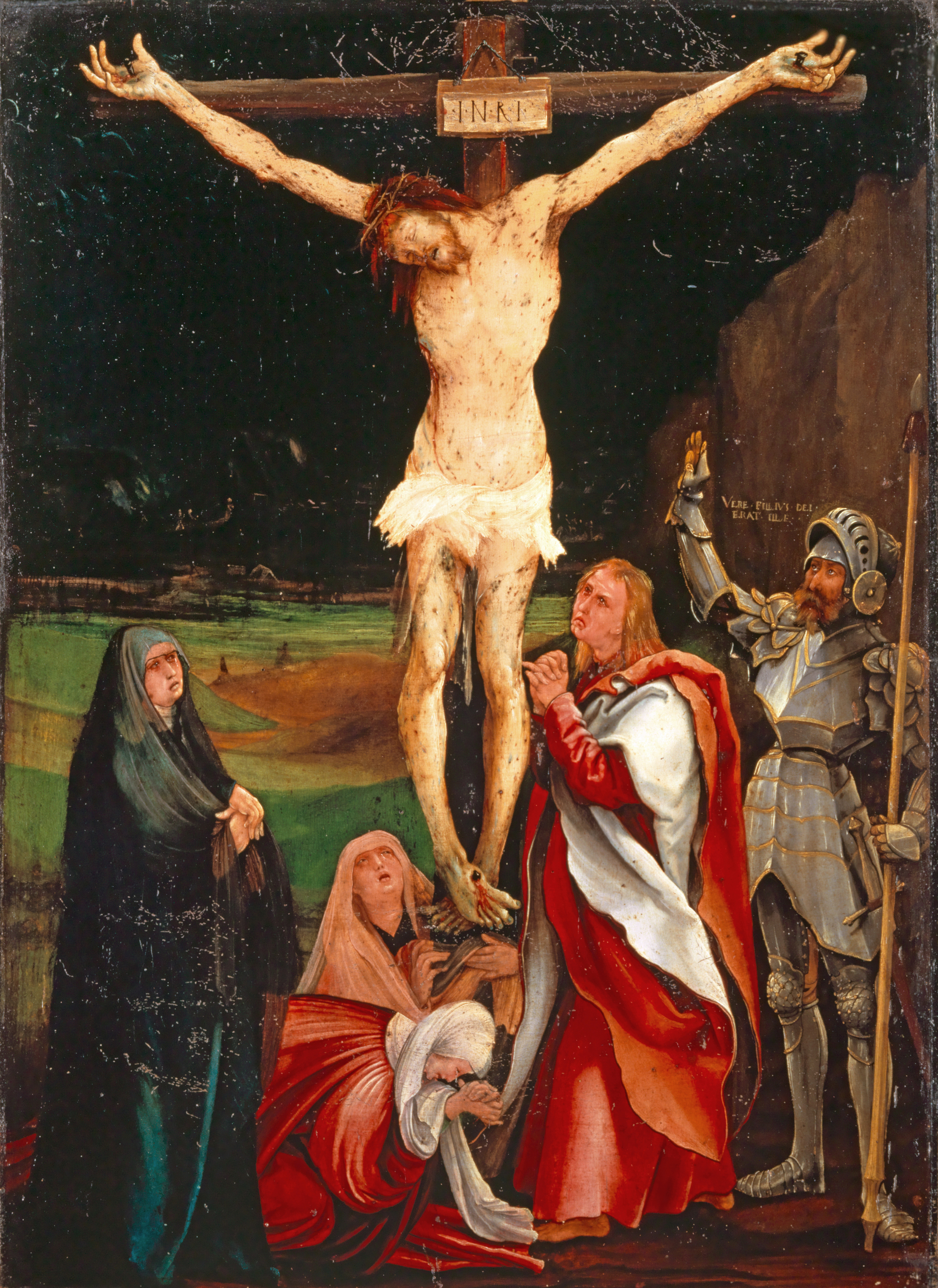
Die sogenannte „Basler Kreuzigung“ (um 1500–1508)
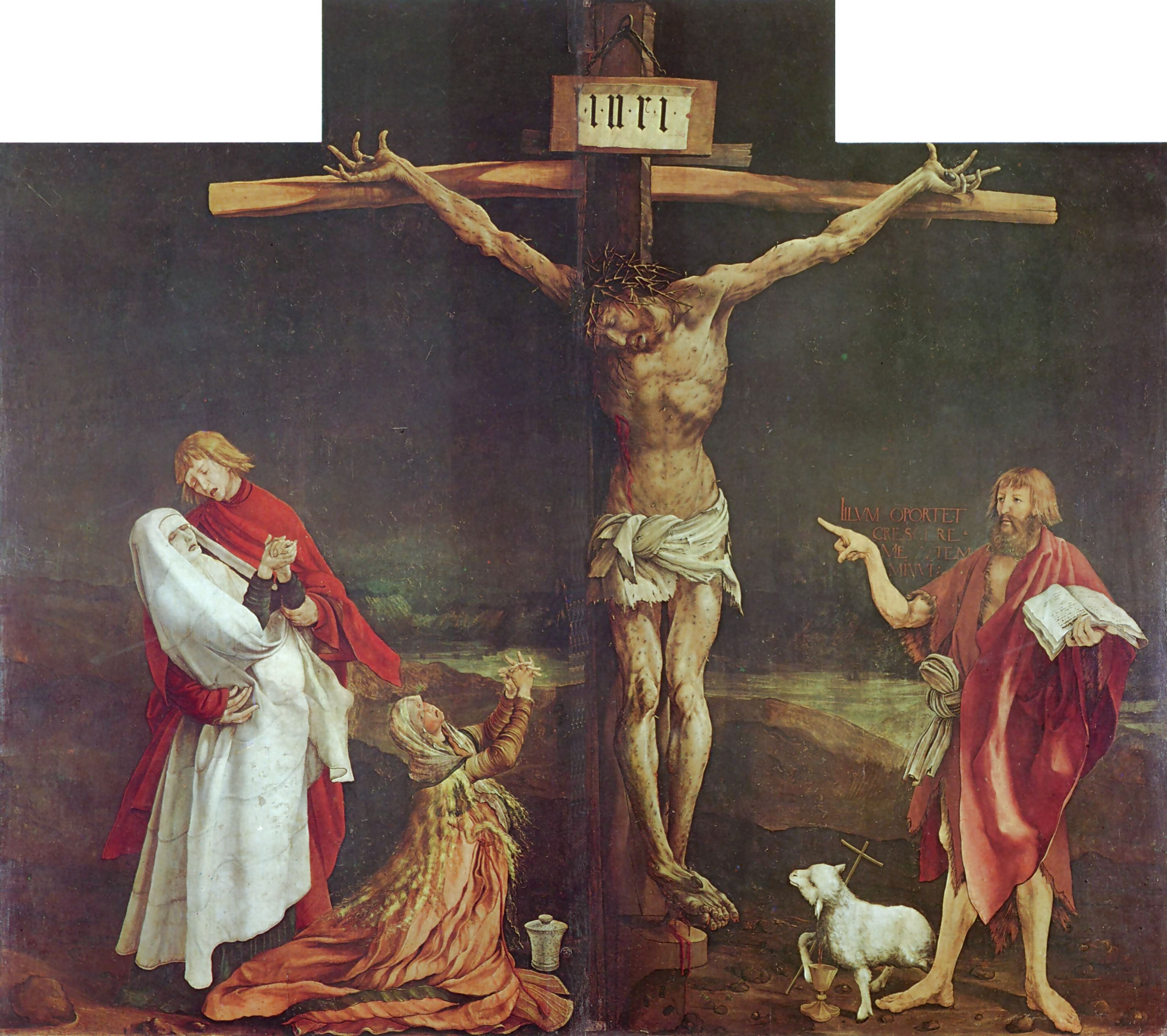
Kreuzigung des Isenheimer Altares (1512–1516)
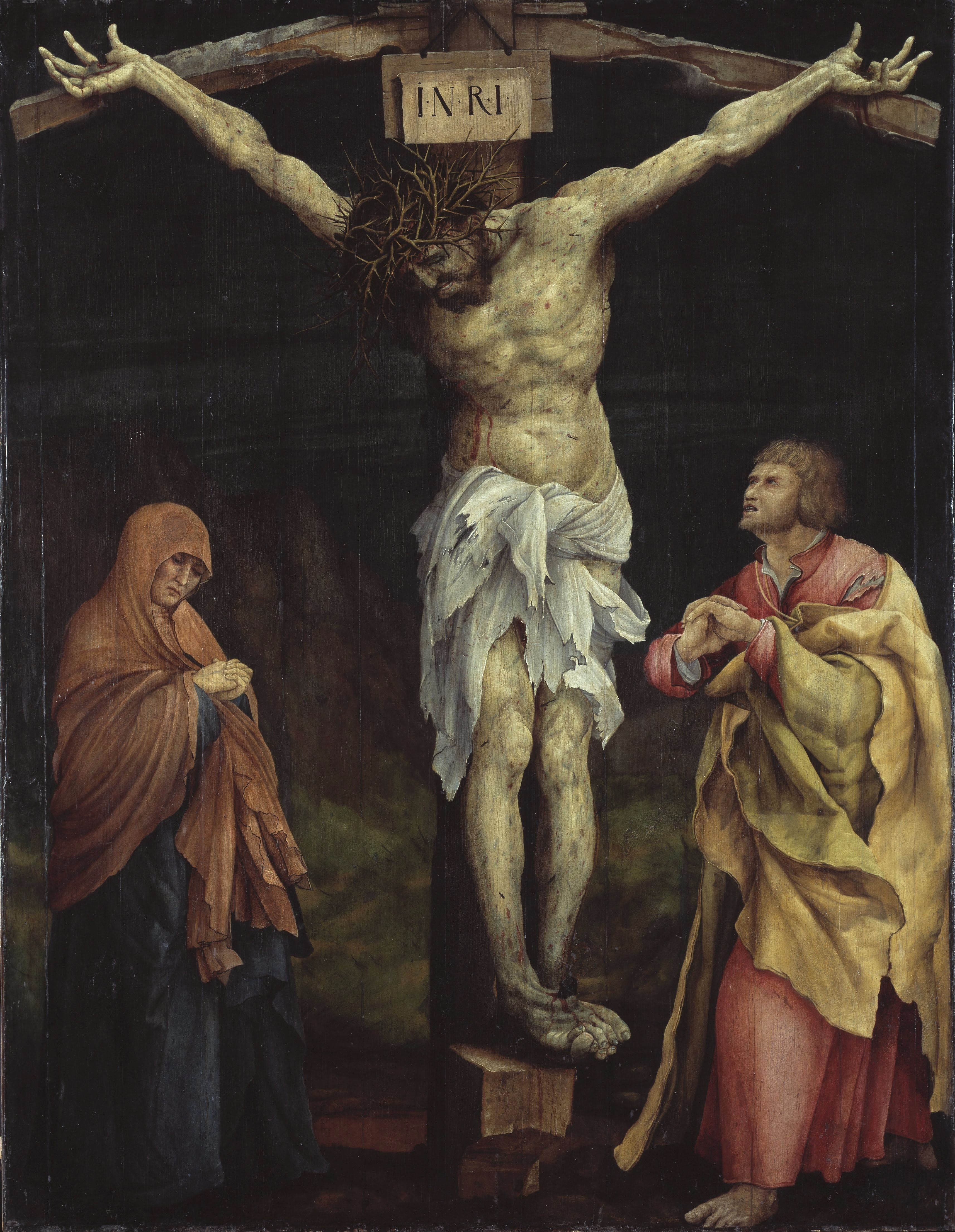
Tauberbischofsheimer Kreuzigung (1523/24)

## Stellung in Liturgie und Kirchengeschichte

### Das Werk im liturgischen Zusammenhang

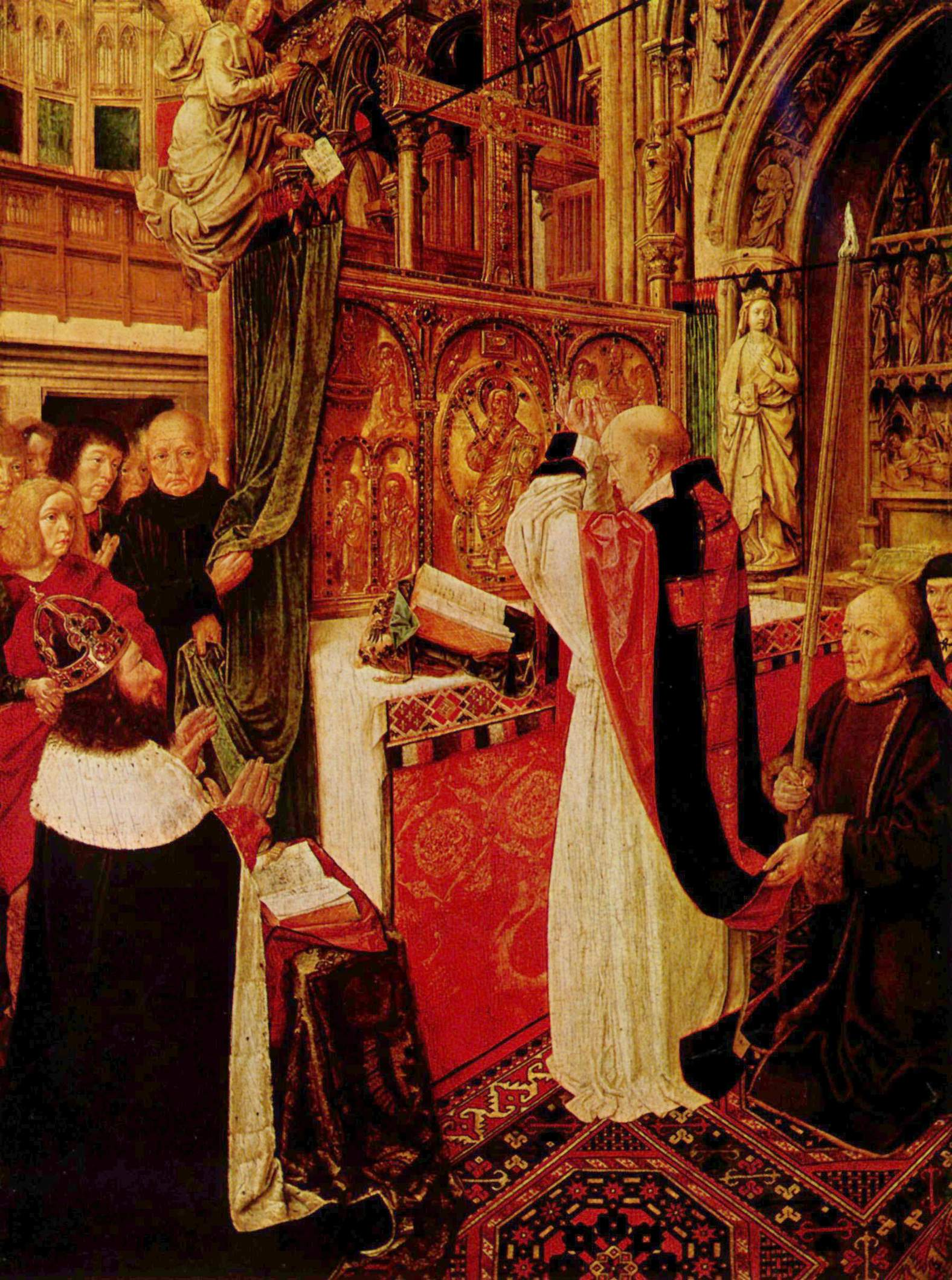
Liturgische Verwendung eines doppelseitigen Altarretabels während des Bußsakraments (Meister des heiligen Ägidius: Messe des heiligen Ägidius, um 1500)

Vom wahrscheinlichen Aufstellungsort des Grünewald-Altares am Übergang von Langhaus zu Chorraum der Tauberbischofsheimer Stadtkirche sind unterschiedliche liturgische Funktionen der Vorder- und Rückseite des Grünewald-Altares ableitbar. Warum auf der Rückseite des Altars keine Darstellung der Auferstehung oder der Grablegung zu finden ist, sondern die mit „umb unser Sund willen“ kommentierte Konzentration auf den geschlagenen Gottesknecht des Jesaja, ist mit der damaligen liturgischen Praxis zu erklären. In vergleichbaren Bildwerken sind auf der Rückseite zum Chorraum hin oft Themen wie das Jüngste Gericht dargestellt, die im Zusammenhang mit dem Bußsakrament stehen. Dies soll der Praxis geschuldet sein, dass die Beichtenden sich hinter dem Altar auf das Sakrament vorbereiteten. Eine derartige liturgische Praxis ist in der Darstellung der „Messe des heiligen Ägidius“ um 1500 zu erkennen.
Das Sujet der Kreuztragung und die drastische Darstellung der Kreuzwunden ist eine malerische Antwort auf die im 15. Jahrhundert verstärkt aufkommende Praxis der liturgischen Wundenverehrung, einer spezifischen Kreuztheologie (Theologia crucis), die in der zunehmenden Abhaltung von Kreuzwegsandachten am Ende des 15. Jahrhunderts und der Betonung des Passionsgeschehens offenkundig wird.

### Ein reformatorisches Bekenntnis?
Die Haltung Grünewalds zur reformatorischen Theologie Martin Luthers wird vielfach diskutiert. Anlass hierfür ist insbesondere das Nachlassverzeichnis Grünewalds, in dem sich „1 cleyn buchelge (Büchlein), erclerung der 12 artikolen des christlichen Glaubens, Item 27 predig Lutters ingebunden; Noch ein letgin (Kästlein) zugenagelt. Item das nu testament, und sunst viel trucket (Drucke) lutherisch.“ befunden haben. Ein direktes reformatorisches Bekenntnis Grünewalds am Ende seines Lebens mag dadurch nicht einfach abzuleiten sein. Jedoch scheint Grünewald einer heute so bezeichneten „reformatorischen Öffentlichkeit“ zuzurechnen sein.
Der Tauberbischofsheimer Kreuztragung liegt in ihrer Kernaussage ein erheblicher Teil lutherischer Theologie zugrunde, dies scheint nicht nur die Inschrift und die mit ihr verbundene Unmöglichkeit des erkauften Sündenablasses zu bezeugen, sondern auch die radikale Reduktion auf das Geschehen. Keine Engel, Heilige und Dämonen wie im Isenheimer Altar, keine Allegorien und keine verschlüsselten lateinischen Botschaften überdecken die Botschaft des Bildes. In der ebenfalls auf die theologische Aussage reduzierten Kreuzigung mag man gar die Gegenüberstellung der introvertiert-emotionalen Maria und des vorwärtsdrängenden, verkündenden Johannes als Versinnbildlichung einer emotionalen, katholischen Glaubenserfahrung auf der einen und einer auf die Schrift reduzierten und intellektualisierten Theologie der Reformation auf der anderen Seite erkennen.

## Material und Restaurierungszustand

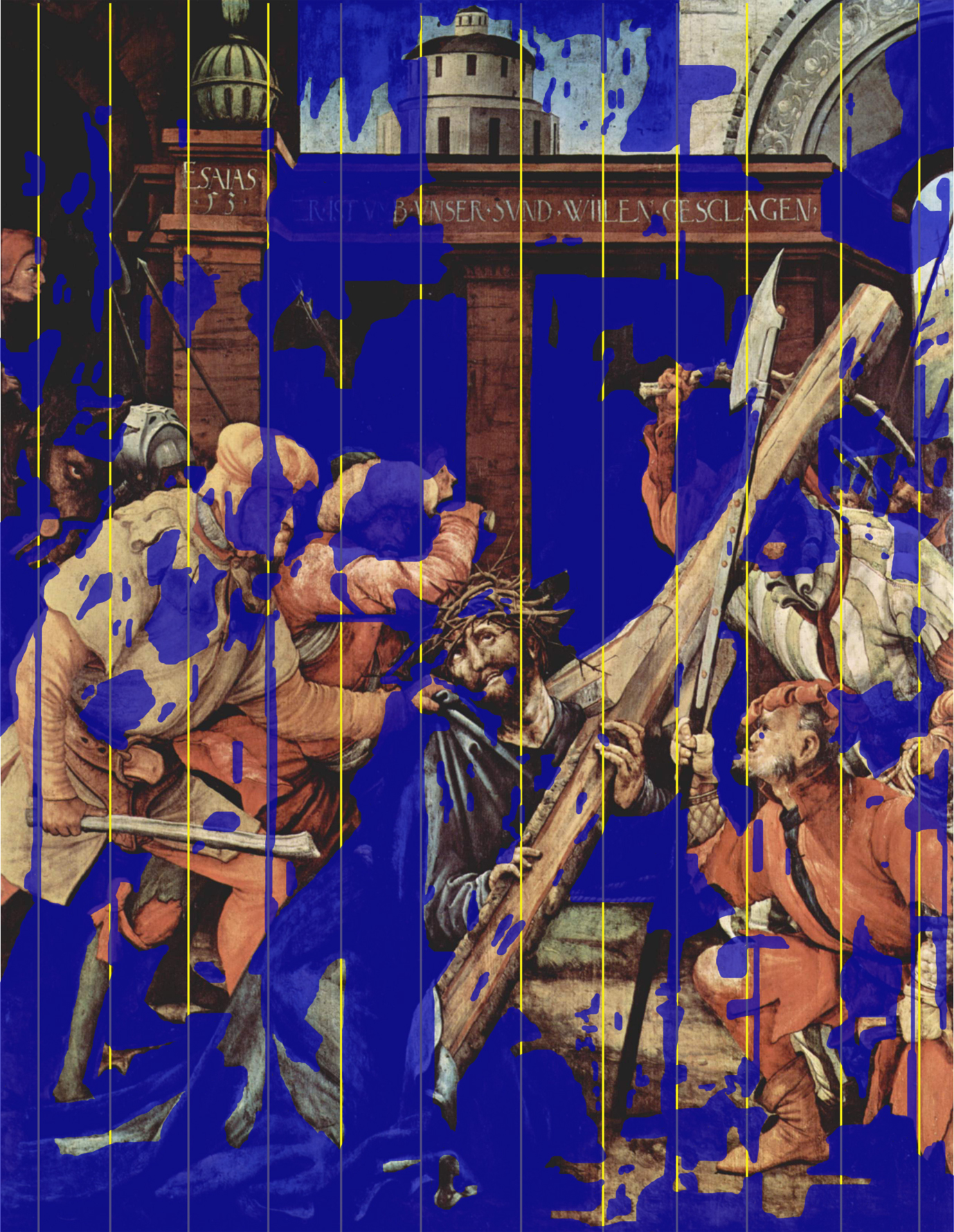
Schadenskartierung der restauratorischen Übermalungen (blau) und Anordnung der Bretter des Bildträgers (gelb)

Erste Überlegungen, die Tafel einer Restaurierung zuzuführen, stammen aus dem Jahr 1857; das Vorhaben wurde jedoch nicht umgesetzt. Immerhin muss die Rückseite noch in einem gut erkennbaren Zustand gewesen sein, da sie besonders hervorgehoben wurde. Als man das Bild 1875 aus der Kirche entfernte, hatte sich der Zustand bis zur Unkenntlichkeit verschlechtert, die Tafel (auch die Vorderseite) empfand man als „nicht mehr verwendbar“ und „leider von Feuchtigkeit, Alter und Wurmstich so zerstört, daß kaum noch einzelne farbige Stellen erkennbar waren.“ Nach dem Ankauf durch Edward Habich wurde die Tafel 1883 in den Werkstätten der Alten Pinakothek München durch den Restaurator Alois Hauser jun. gespalten, die nun getrennten Bildträger ausgedünnt und mit jeweils einem geleimten Holzrost stabilisiert (sogenannte Parkettierung). Die dann erfolgten Übermalungen und Ergänzungen sind nicht dokumentiert. Nach der Rückgabe an die Tauberbischofsheimer Pfarrgemeinde hängte man die getrennten Bilder an der Wand des Chores auf, wo sie durch Mauerfeuchtigkeit innerhalb von nur zehn Jahren rapide weiter verfielen, zum Teil lösten sich ganze Bereiche ab, so dass der hölzerne Bildträger sichtbar wurde. Dieser Prozess wird auch der Spaltung der Tafel zugerechnet, da die vorher durch beidseitige Grundierung und Malerei geschützte Tafel nun auf die Feuchtigkeit empfindlicher reagierte.
In der Staatlichen Kunsthalle Karlsruhe begannen erste Restaurierungen möglicherweise ab 1901, eine Reinigung ist für das Jahr 1910 nachgewiesen. Marga Eschenbach, Restauratorin der Kunsthalle, stabilisierte im Zuge einer größeren Restaurierungsarbeit 1926 den Bildträger, brachte eine Grundierung und Holzflicken auf den Rückseiten an und beseitigte Blasenbildung der Farbschicht. Dieser Zustand blieb sehr lange stabil, 1988 wurde das Bild verglast und nur minimale Fehlstellen und Risse behoben. Erst ab 1993 begann eine umfassende Bestandsaufnahme und Materialanalyse der Bilder, der neben einer Dokumentierung der Übermalungsphasen eine umfassende Restaurierung folgte.
Die gespaltenen Holztafeln des Altars bestehen aus 13 einzelnen Tannenholzbrettern mit einer variablen Breite von 6,5 bis 13,5 cm. Diese sind ohne stabilisierende Einfügung von Gewebe auf Stoß verleimt. Die äußeren Bretter sind auffallend schmal, so dass dies ein Indiz für eine spätere seitliche Beschneidung der Holztafel noch vor der Restaurierung 1883 sein könnte. Die ursprüngliche Dicke der Tafel ist nicht mehr bestimmbar, da die Hälften nach der Spaltung ausgedünnt und zur Stabilisierung auf ein rückseitiges Holzgitter aufgebracht wurden. Die derzeitige Dicke des Bildträgers beträgt 2 mm und verhindert somit Rissbildungen durch Feuchtigkeitsunterschiede und Verziehung des Holzes. Eine mögliche Dübelung der Holzbretter und die in den Quellen des 18. Jahrhunderts erwähnten, später hinzugefügten Zapfen zur Drehung der Tafel sind bei der Ausdünnung möglicherweise verloren gegangen.

## Rezeption
Im Gegensatz zu seinen Zeitgenossen wie Lucas Cranach und Albrecht Dürer gewann das Werk Grünewalds bis in das 19. Jahrhundert keine vergleichbare Breitenwirkung. Dies mag vorrangig im Fehlen druckgrafischer Arbeiten mit vergleichbar hohen Auflagen oder der Weitergabe in einer Grünewald-spezifischen Malerschule begründet liegen. Die Notwendigkeit einer Wiederentdeckung Grünewalds und der Identifizierung seines richtigen Namens erst im 20. Jahrhundert legen für diesen Umstand Zeugnis ab. Der Tauberbischofsheimer Altar wurde erst mit seiner Identifizierung durch Oskar Eisenmann 1873 und der nachfolgenden Präsentation in Kassel und Karlsruhe der Öffentlichkeit bekannt.
Die erste und bekannteste literarische Beschreibung der Tauberbischofsheimer Kreuzigung stammt von dem französisch-niederländischen Schriftsteller Joris-Karl Huysmans, der das Werk 1888 in der Kasseler Gemäldegalerie betrachtet hatte. In seinem 1891 erschienenen Roman Là-bas verwickelt Huysmans seine Hauptperson Durtal und dessen Freund in ein Zwiegespräch über das angebliche Übel des Naturalismus. In das Zentrum des Gesprächs rücken die als vorbildlich gepriesenen „primitiven“ Maler des 15. und 16. Jahrhunderts. Mit eindringlicher Sprache wird Grünewalds Werk gedeutet und sprachlich überhöht. Diese Passage des Romans erschien in einer gekürzten und – aufgrund der expressiven Brutalität des Originals – sprachlich gemilderten Übersetzung 1895 in der deutschen Kunstzeitschrift Pan. Die Veröffentlichung dieser Bildbeschreibung trug entscheidend zur Rezeption des gesamten Werkes von Grünewald bei. War bis dahin die Grünewaldforschung eine kunsthistorische Spezialität und allenfalls der Isenheimer Altar der Öffentlichkeit teilweise bekannt, so entdeckte nun vermehrt die Künstlergeneration dieser Zeit Grünewalds Bildsprache. Einer der ersten Künstler, der sich hiervon inspirieren ließ, war Arnold Böcklin. Ihm folgten unter anderem Max Beckmann, Oskar Kokoschka, Paul Klee, August Macke und Pablo Picasso.
Die Grünewaldrezeption im 20. Jahrhundert wurde hauptsächlich durch den ungleich monumentaleren Isenheimer Altar geprägt. Der Tauberbischofsheimer Altar als Grünewalds Schwanengesang und malerisches Spätwerk blieb meist im Schatten des Interesses. In der textnahen Übersetzung von Huysmans Beschreibung der Tauberbischofsheimer Kreuzigung heißt es jedoch resümierend:

„Grünewald war der Besessenste unter den Idealisten. Niemals hatte ein Maler so großartig die Höhe übersteilt und sich mit solcher Entschlossenheit vom Gipfel der Seele in den verschwingenden Kreis eines Himmels geschnellt. Er war bis zu den Extremen gegangen, und er hatte, triumphierend im Kot, die feinsten Minzen der Liebe, die schärfsten Essenzen der Tränen destilliert. Auf dieser Leinwand offenbarte sich das Meisterwerk bedrängter Kunst, die unter dem Geheiße steht, das Unsichtbare und das Greifbare wiederzugeben, die tränenverschwommene Unsauberkeit des Körpers zu bekunden, die unendliche Not der Seele ins Erhabene zu steigern. Nein, dies fand nichts Gleichwertiges in irgend einer Sprache (…)“